# Crematogaster evallans
Crematogaster evallans är en myrart som beskrevs av Auguste-Henri Forel 1907. Crematogaster evallans ingår i släktet Crematogaster och familjen myror.

## Underarter
Arten delas in i följande underarter:
- C. e. carbonescens
- C. e. evallans